# I Won't Hold You Back
I Won't Hold You Back is een nummer van de Amerikaanse rockband Toto uit 1983. Het is de vierde single van hun vierde studioalbum Toto IV.
Eagles-gitarist Timothy B. Schmit verzorgt de achtergrondvocalen in het refrein van het nummer. "I Won't Hold You Back" is een power ballad die gaat over een man wiens vrouw hem heeft verlaten. Het nummer haalde de 10e positie in de Amerikaanse Billboard Hot 100. Hoewel het nummer in Nederland en Vlaanderen geen hitlijsten bereikte, werd het er toch een radiohit en geniet het er veel bekendheid.